# Joseph Heymann
Pour les personnes ayant le même patronyme, voir Heymann.
Joseph Heymann est un arbitre suisse de football des années 1960, affilié à Bâle. Il fut international dès 1962. 

## Carrière
Il a officié dans des compétitions majeures : 
- Coupe de Suisse de football 1963-1964 (finale)
- Coupe des villes de foires 1968-1969 (finale retour)